# Dom Schroedera w Gdyni
Dom Schroedera – zabytkowy dom w Gdyni. Mieści się w Śródmieściu przy ul. Starowiejskiej.
Zbudowany w 1914 roku. Należał do rodziny Franciszka Schroedera. Od 1995 roku wpisany do rejestru zabytków.